# Irvine (Schotland)
Irvine is de hoofdplaats van het Schotse raadsgebied North Ayrshire. Het ligt aan de gelijknamige rivier, die vlak na de stad met de rivier Garnock de Irvine Bay aan de Firth of Clyde instroomt. 
Een interpretatie van de plaatsnaam is dat het 'groene rivier' betekent, zoals de rivier in Wales Irfon heet. Een ander auteur heeft geopperd dat het de betekenis 'naar het westen stromende rivier' zou hebben.

## Geschiedenis
Al in de 12de eeuw was Irvine de hoofdstad van Cunningham, waar ook de militairen van Hugh de Morville, Lord of Cunningham waren gelegerd. Zij vochten voor Alexander II van Schotland en tegen de Engelse overheersing van koning Edward I. Van 1291-1286 was John Balliol door Edward I als koning van Schotland aangesteld. Toen Balliol weigerde tegen Noorwegen te vechten, viel Robert de Bruut Schotland binnen. Balliol werd verslagen en Robert werd koning Robert I van Schotland. Ook zijn kleinzoon Robert II van Schotland woonde op Seagate.
In 1297 werd op Kasteel Seagate een verdrag getekend tussen Engeland en Schotland hetgeen een wapenstilstand betekende tussen beiden landen. Het verdrag werd het Seagate Verdrag (Treaty of Irvine) genoemd maar ook wel de Overgave van Irvine. 
Op de grondvesten van de oude burcht werd in de 16de eeuw een nieuw kasteel gebouwd. Van deze burcht is niet veel meer over.

## De haven
Tot de 19de eeuw was Irvine na Glasgow de meest welvarende havenstad van Schotland. Tegenover de haven werd een kruitfabriek gebouwd die nu Nobel Enterprises heet. Toen andere havens in de 19de eeuw belangrijker werden, bleef er voor de scheepvaart van Irvine slechts kustvaart over en transporten van en naar Nobel Enterprises.

## Sport
In Irvine is de Glasgow Golf Club Gailes Links, waarop in 2008 de Palmer Cup werd gespeeld.

## Transport
Irvine heeft een station aan de Ayrshire Coast Line tussen Glasgow en Ayr. Door Irvine lopen meerdere hoofdwegen:
- A71 naar Kilmarnock, Strathaven en Larkhall
- A78 naar Three Towns, Prestwick, Largs en Greenock
- A736 naar Neilston, Barrhead en Glasgow
- A737 naar Kilwinning, Dalry en Paisley

## Bewoners
- Edgar Allan Poe ging hier naar school in 1815 en 1816.
- Robert Burns woonde er in 1781 en 1782. Twee straten werden naar hem vernoemd, Burns Street en Burns Crescent.

## Geboren in Irvine
- John Galt, (1779-1839), schrijver
- Roy Aitken (1958), voetballer
- Jack McConnell (1960), minister-president van Schotland 2001-2007
- Julie Graham (1965), actrice
- Robert Thornton (1967), darter
- Nicola Sturgeon (1970), politicus en eerste minister van Schotland
- Stephanie Cook (1972), atleet
- Garry Hay (1977), voetballer
- David Bagan (1977), voetballer
- Kris Boyd (1983), voetballer
- Craig Conway (1985), voetballer
- Steven Naismith (1986), voetballer
- Jamie Hamill (1986), voetballer
- Steven Lennon (1988), voetballer
- James Gibson (1989), voetballer
- Matthew Kennedy (1994), voetballer
- Erin Cuthbert (1998), voetballer
- Billy Gilmour (2001), voetballer

## Bezienswaardig

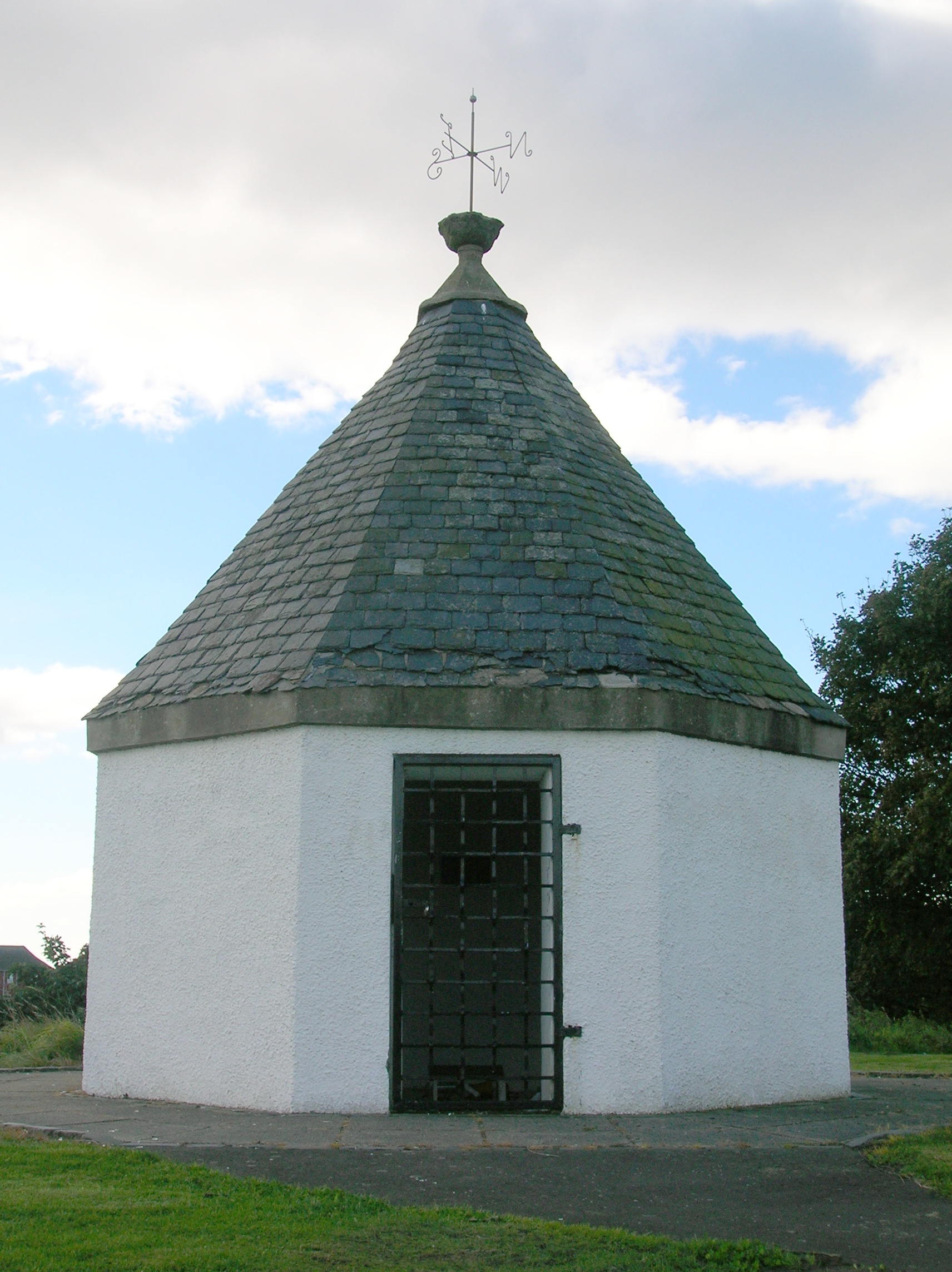
Kruitmagazijn 1642
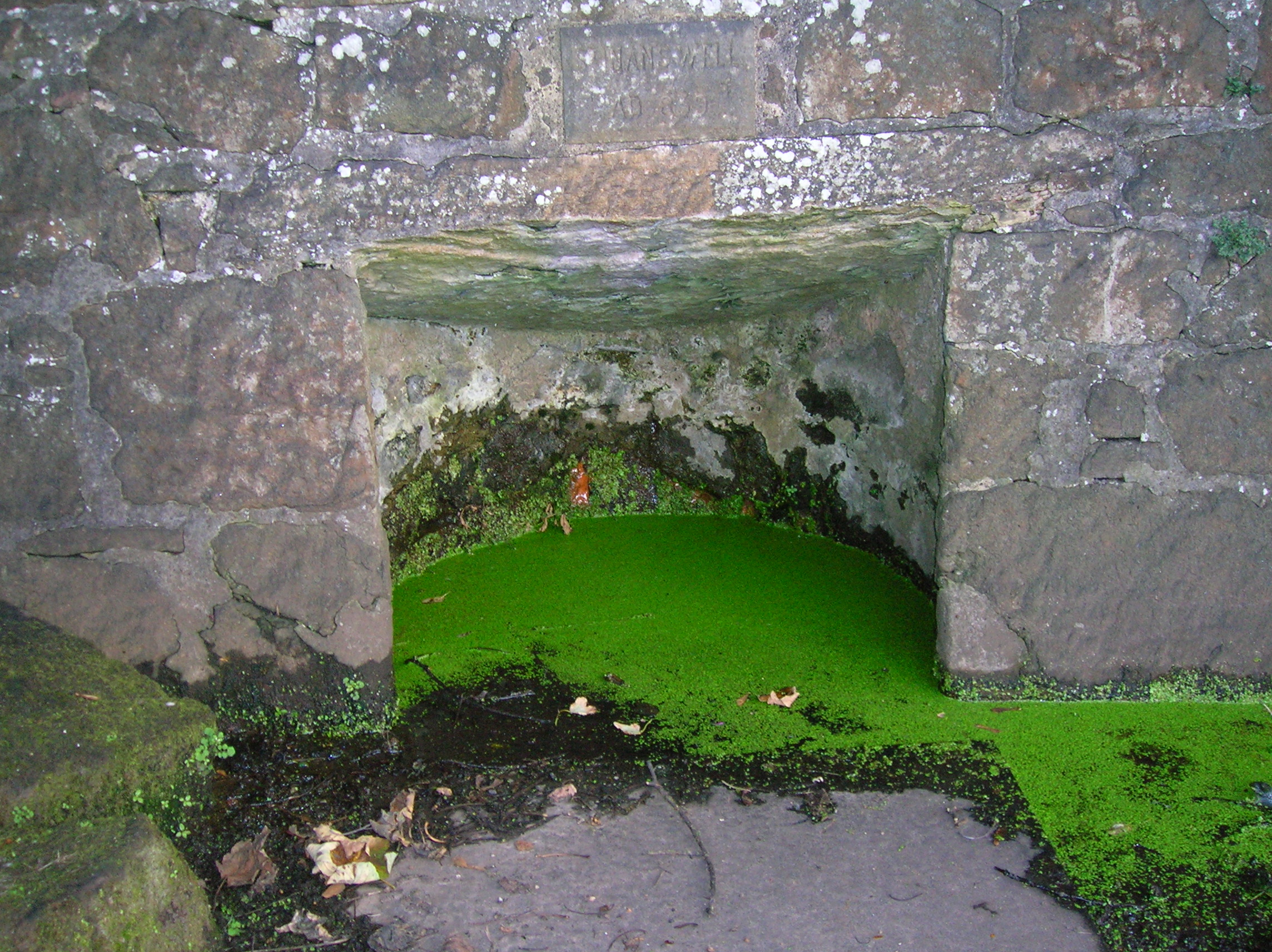
St Inans-bron 839 vChr
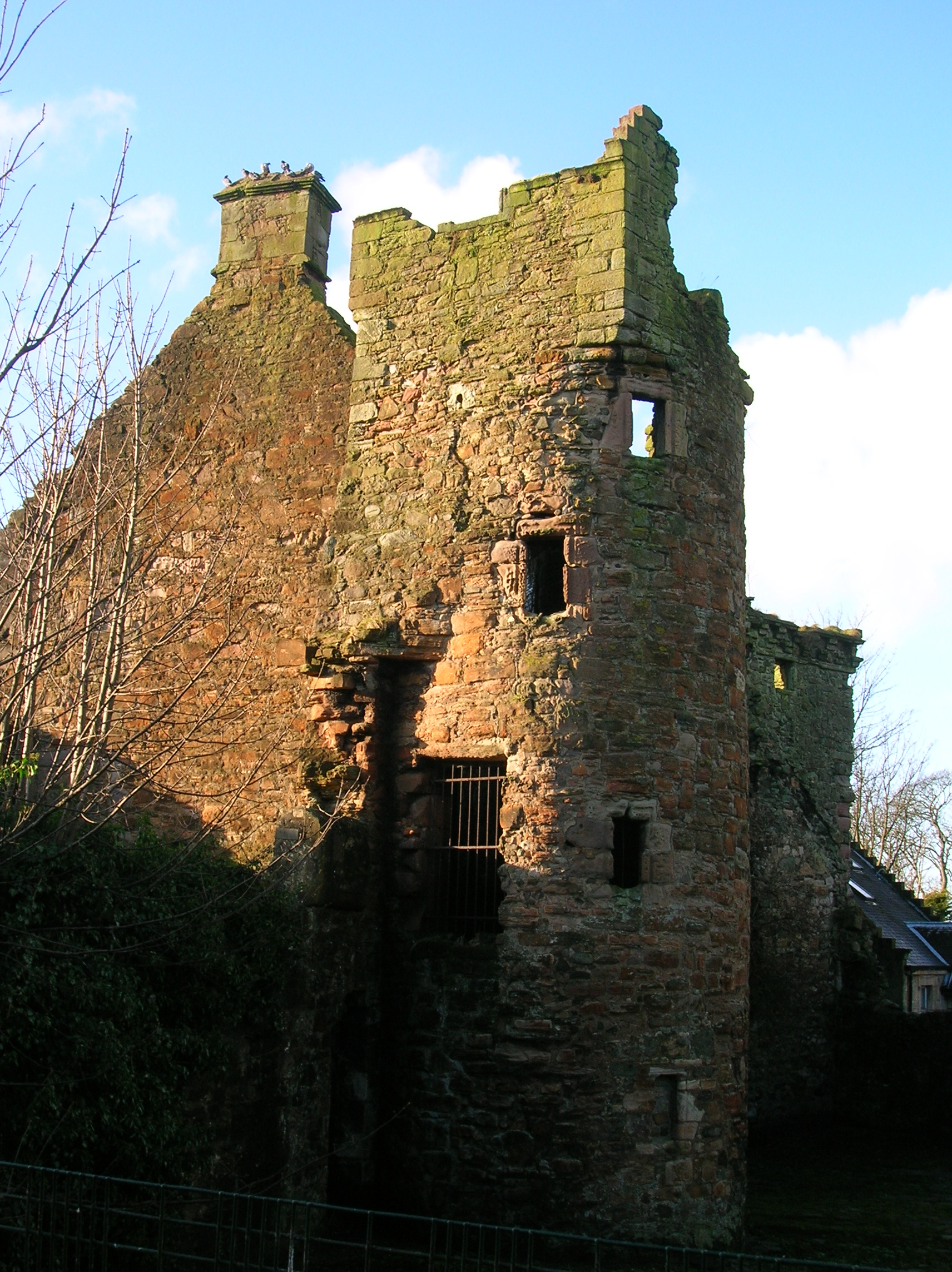
Seagate met toren
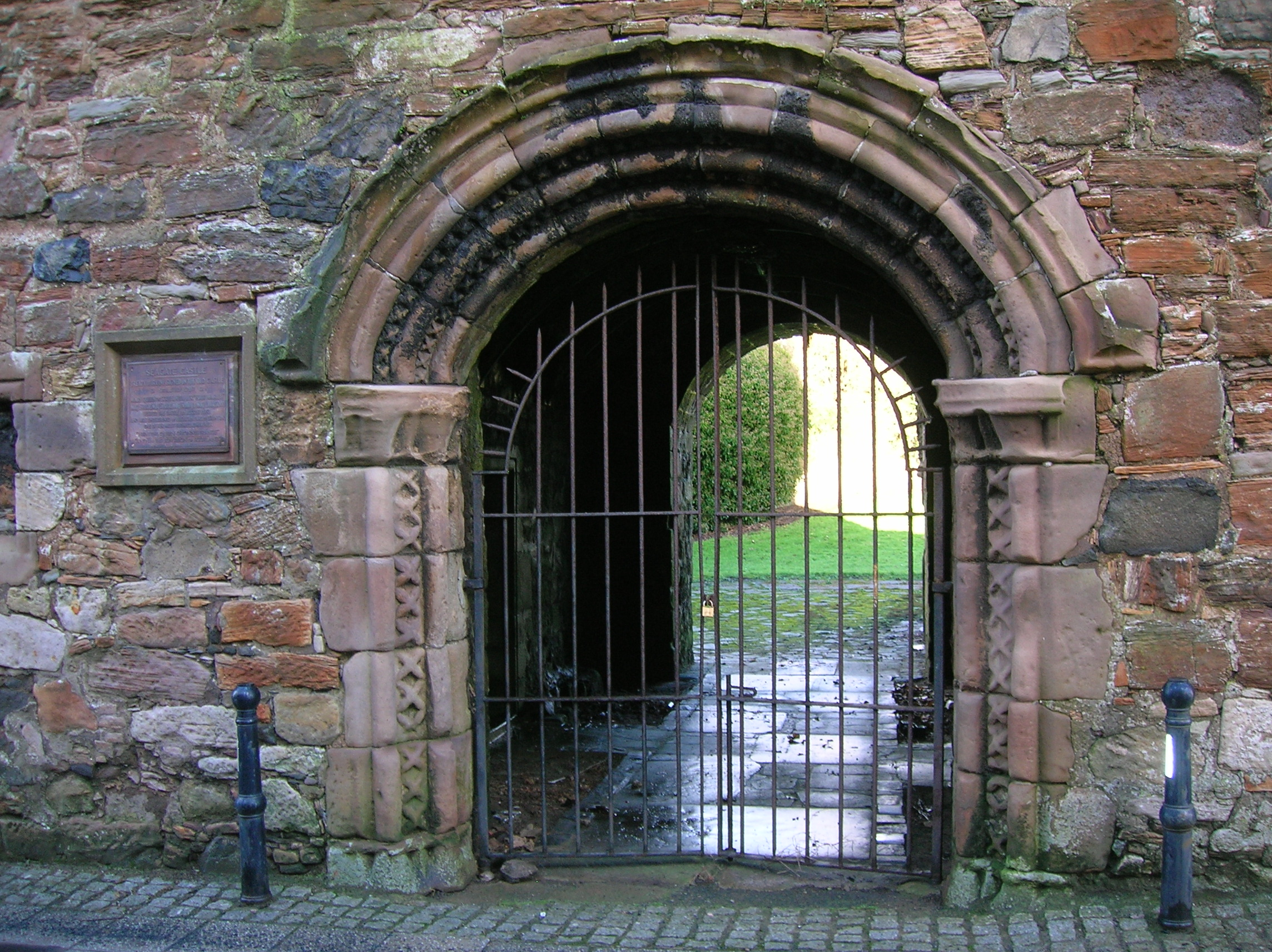
Seagate Ingang